# かんのとしこ
かんの としこ（1974年7月29日 - ）は、日本のアコーディオン奏者、作曲家、編曲家。兵庫県神戸市出身。

## 略歴
19歳のとき、奈良のインディーズユニット「ネロリーズ」のライブを観て影響を受け、アコーディオンを購入。26歳のとき、同僚の結婚披露宴をきっかけに演奏活動を開始した。
2005年まで、製本作家・中尾あむと「amcan（アムカン）」として活動。以降はソロや様々なコラボレーションで活動を続けている。

## 舞台・パフォーマンス活動
- 清水きよし（パントマイム）、劇団子供鉅人（『幕末スープレックス』[2] 『HELLO HELL!!!』『三文オペラ』など）、森田かずよ（ダンサー）との茨木市「みんなでつくるダンス公演」音楽担当など、多ジャンルとコラボレーション。
- 主な出演・音楽提供作品
  - 『FOLKER』（作・演出：後藤ひろひと、2025年、アコーディオン演奏）
  - 『国際障害者交流センター ビッグ・アイ主催 うみのうたごえ』[3]（作：いしいしんじ、演出：ウォーリー木下、ビッグアイ、2018年、作曲・演奏・出演）
  - 『図工劇 鰐とアコーディオン』（2008年、パプリカンポップ、作曲・演奏・出演）
  - 『バタフライはフリー』（2008–2009年、ポータブルシアター、作曲・演奏・出演）
- 朗読会出演
  - 『第1回 奇人たちの朗読会』（2024年、大阪、案内人：後藤ひろひと／出演：石丸謙二郎、秋本奈緒美、楠見薫、旭堂南丸、作曲・演奏・出演）
  - 『第2回 奇人たちの朗読会』（2025年、大阪、案内人：後藤ひろひと／出演：石丸謙二郎、秋本奈緒美、楠見薫、上田剛彦、作曲・演奏・出演）

## 映画音楽
- 『ソウル・フラワー・トレイン』[4]（2013–2014年、西尾孔志監督、作曲：クスミヒデオ）に演奏参加。
- 『或いは。』（2019年、シタンダリンタ監督）で楽曲制作と演奏を担当。
  - 同作は門真市国際映画祭にて優秀作品賞および最優秀編集賞を受賞（門真国際映画祭 2023年受賞）[5]。
- その他参加作品
  - 『散ルカモネ』（2019年、シタンダリンタ監督）
  - 『どこからともなく』（2020年、全8話、シタンダリンタ監督）

### バンド活動
- 9人編成バンド「リョカンダファミリア」リーダー
- 「ミクロムス」メンバー

### その他の活動
- ナオユキ（R-1ぐらんぷり2011ファイナリスト）の出囃子を作曲・演奏[6]

## ディスコグラフィ
- Spinning Accordion（アコーディオン＆弦楽四重奏、8曲）
- ツバメとあじさい（ソロ演奏、7曲）
- ばらとミツバチ（8人編成バンド、9曲）